# Passion (film, 1964)
Pour les articles homonymes, voir Passion.
Pour plus de détails, voir Fiche technique et Distribution.
Passion (卍, Manji) est un film japonais réalisé par Yasuzō Masumura, sorti en 1964.

## Synopsis
Sonoko, mariée à un grand avocat, s'ennuie et décide de prendre des cours de dessin. Elle rencontre Mitsuko, un modèle, qui devient son amante.

## Fiche technique
- Titre : Passion
- Titre original : 卍 (Manji?)
- Réalisation : Yasuzō Masumura
- Scénario : Kaneto Shindō d'après le roman Svastika de Jun'ichirō Tanizaki
- Musique : Tadashi Yamauchi
- Photographie : Setsuo Kobayashi
- Montage : Tatsuji Nakashizu
- Production : Yonejirō Saitō
- Société de production : Daiei
- Société de distribution : Zootrope Films (France)
- Pays de production :  Japon
- Langue originale : japonais
- Genre : drame et romance
- Durée : 91 minutes
- Dates de sortie : 
  - Japon : 25 juillet 1964[1]
  - France : 3 août 2005[2]

## Distribution
- Ayako Wakao : Mitsuko Tokumitsu
- Kyōko Kishida : Sonoko Kakiuchi
- Eiji Funakoshi : Kōtarō Kakiuchi
- Yūsuke Kawazu : Eijirō Watanuki
- Kyū Sazanka : le principal
- Ken Mitsuda : le romancier
- Yūzō Hayakawa
- Fumiko Murata : Ume
- Reiko Hibiki : Haru
- Kyōko Nagumo : Kiyo
- Kuniko Tomita

## Accueil
Le film reçoit des critiques françaises à l'occasion de sa sortie en 2005. Jean-Baptiste Morain pour Les Inrockuptibles évoque « un film aussi passionnant que morbide ». Jean-François Rauger pour Le Monde le décrit comme « un film de guerre, la description d'un combat pour la possession de l'autre, quels que soient les moyens employés ».